# Choňkovce
Choňkovce (ungarisch Alsóhunkóc – bis 1907 Hunkóc) ist eine Gemeinde im äußersten Osten der Slowakei mit 511 Einwohnern (Stand 31. Dezember 2024), die zum Okres Sobrance, einem Kreis des Košický kraj, gehört.

## Geographie
Die Gemeinde befindet sich im Hügelland Podvihorlatská pahorkatina im Ostslowakischen Hügelland im nordöstlichen Teil des Ostslowakischen Tieflands unterhalb des Vihorlatgebirges, am Bach Sobranecký potok, wo dieser die linksseitigen Zuflüsse Dubnický potok und Koňušský potok aufnimmt, im Einzugsgebiet des Uh. Das Ortszentrum liegt auf einer Höhe von 222 m n.m. und ist acht Kilometer von Sobrance entfernt.
Nachbargemeinden sind Podhoroď im Norden und Nordosten, Beňatina im Nordosten, Koňuš im Osten, Tibava im Süden, Horňa im Südwesten, Baškovce im Westen und Hlivištia im Nordwesten.

## Geschichte
Choňkovce wurde zum ersten Mal 1409 als Hunkolch schriftlich erwähnt, weitere historische Bezeichnungen sind unter anderen Honykocz (1418), Honykouch (1419), Hankoch (1427) und Chonikowce (1808). Das Dorf war Teil der Herrschaft Großmichel und Tibava. Im 19. Jahrhundert besaßen Familien wie Csuha, Novoszedliczky und Gulácsy Ortsgüter, die großen Waldflächen gehörten der Familie Török.
1427 wurden 15 Porta verzeichnet, 1715 gab es eine Mühle und 16 Untertanen-Haushalte, 1828 zählte man 42 Häuser und 419 Einwohner, die als Landwirte und Waldarbeiter tätig waren.
Bis 1918/1919 gehörte der im Komitat Ung liegende Ort zum Königreich Ungarn und kam danach zur Tschechoslowakei beziehungsweise heute Slowakei. Als Folge des Slowakisch-Ungarischen Kriegs war der Ort von 1939 bis 1944 noch einmal Teil Ungarns. Nach dem Zweiten Weltkrieg wurde 1958 wurde die örtliche Einheitliche landwirtschaftliche Genossenschaft (Abk. JRD) gegründet, ein Teil der Einwohner pendelte zur Arbeit nach Košice (dort insb. in den Ostslowakischen Stahlwerken), während andere in den Wäldern arbeiteten.

## Bevölkerung
| Jahr                | 1994 | 2004    | 2014     | 2024    |
| ------------------- | ---- | ------- | -------- | ------- |
| Anzahl der Personen | 604  | 618     | 550      | 511     |
| Unterschied         |      | +2,31 % | −11,00 % | −7,09 % |

| Jahr                | 2023 | 2024    |
| ------------------- | ---- | ------- |
| Anzahl der Personen | 497  | 511     |
| Unterschied         |      | +2,81 % |

Nach der Volkszählung 2011 wohnten in Choňkovce 577 Einwohner, davon 550 Slowaken, 22 Russinen sowie jeweils ein Pole, Tscheche und Ukrainer. Zwei Einwohner machten keine Angabe zur Ethnie.
260 Einwohner bekannten sich zur griechisch-katholischen Kirche, 245 Einwohner zur römisch-katholischen Kirche, 55 Einwohner zur orthodoxen Kirche sowie jeweils ein Einwohner zur Evangelischen Kirche A. B. und zur reformierten Kirche. Fünf Einwohner waren konfessionslos und bei 10 Einwohnern wurde die Konfession nicht ermittelt.

## Bauwerke
- griechisch-katholische Kirche Verkündigung der allheiligen Gottesgebärerin im klassizistischen Stil aus der ersten Hälfte des 19. Jahrhunderts[6]
- orthodoxe Kirche
- römisch-katholische Kirche

## Verkehr
Durch Choňkovce führt die Cesta II. triedy 566 („Straße 2. Ordnung“) von Tibava (Anschluss an die Cesta I. triedy 19 („Straße 1. Ordnung“)) nach Ubľa. Von ihr zweigen die Cesta III. triedy 3811 („Straße 3. Ordnung“) nach Koňuš sowie eine nicht klassifizierte Lokalstraße nach Baškovce ab.